# Gastón Guzmán
Pour les articles homonymes, voir Guzmán.
Gastón Guzmán, né le 26 août 1932 à Xalapa et mort le 12 janvier 2016 dans la même ville, est un mycologue et anthropologue mexicain.

## Biographie
Il est considéré comme l'autorité la plus éminente en ce qui concerne le genre Psilocybe. Il a d'ailleurs publié un livre sur le sujet en 1977. Il est l'auteur de huit autres livres et de plus de 350 articles sur les champignons mexicains. Il était chercheur émérite à l'institut écologique de Xalapa où il a fondé le département et l'herbier de champignons. Il est également guide du « Mexican Mushroom Tours ».